# 河洛工作室
河洛工作室是台湾的遊戲開發公司，1993年成立時是從屬於台湾智冠科技的游戏开发组，后脱离智冠科技成立游戏公司东方演算，轉型公司后不久便於2006年解散。2014年3月31日河洛工作室正式宣布重组，重回遊戲開發產業。

## 歷代已开发游戏
- 《金庸群侠传》1996年
- 《武林群侠传》2001年
- 《三国群侠传》2002年
- 《中華職棒 Internet Game》2004年
- 《侠客风云传》2015年7月28日
- 《侠客风云传前傳》2016年9月28日
- 《河洛群俠傳》2018年10月23日
- 《侠之道》2020年5月1日（先行體驗版，第二版本在2021年2月1日發行，最終內容在2022年4月1日正式完工；原名侠隐阁，后因故改名[2]）
- 《天外武林》2023年1月6日
- 《古龍風雲錄》2024年2月1日